# طراحی داخلی باروک ایتالیایی
طراحی داخلی باروک ایتالیایی به تجهیزات و لوازم منزل سبک بالا و تزئینات داخلی دوره باروک در ایتالیا که از اوایل قرن هفدهم تا اواسط قرن هجدهم ادامه داشت اشاره می‌کند. در مناطق استانی، اشکال باروک مانند لباس مطبوعات یا armadio در قرن نوزدهم ساخته شد.

## نگارخانه

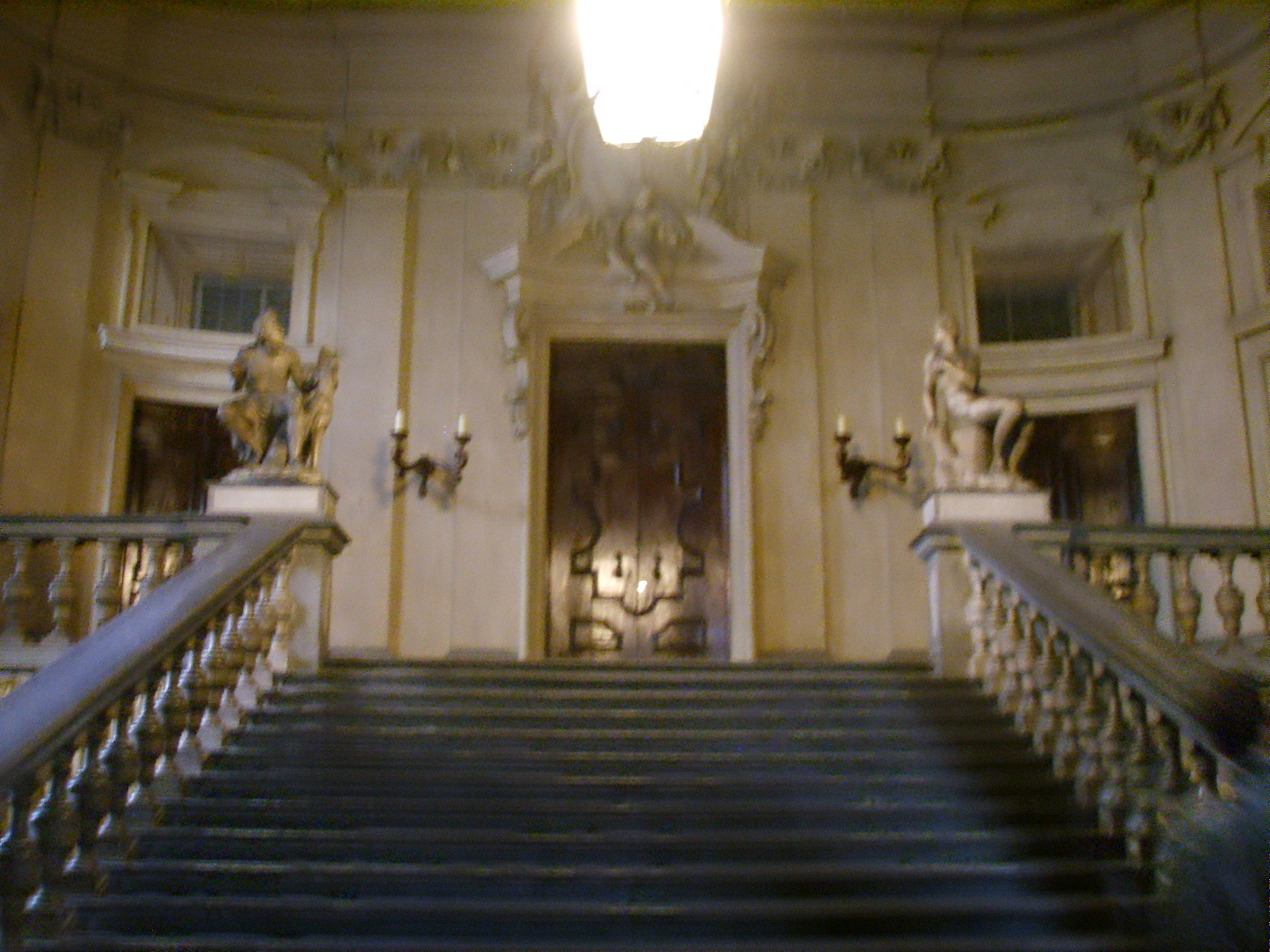
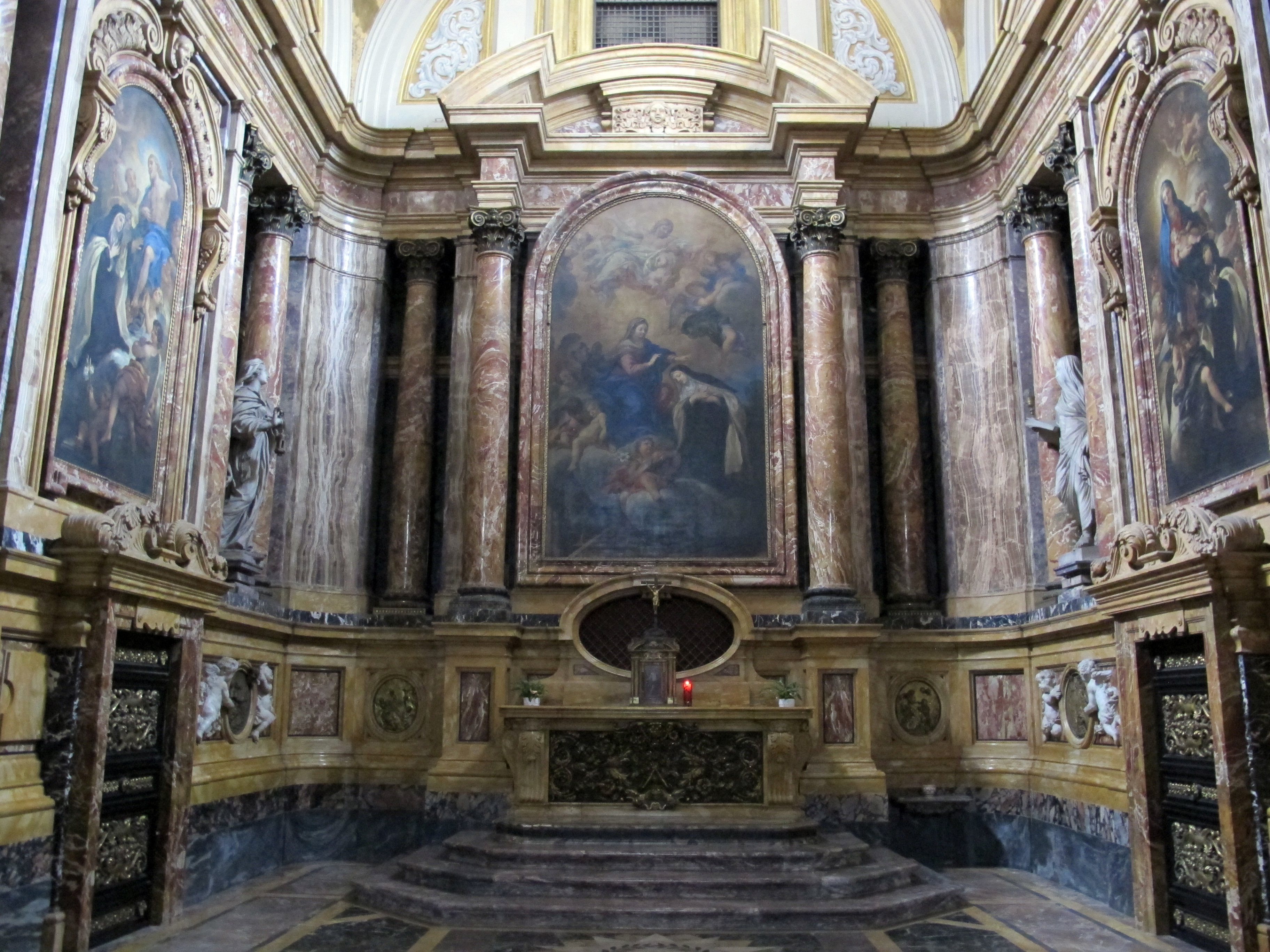
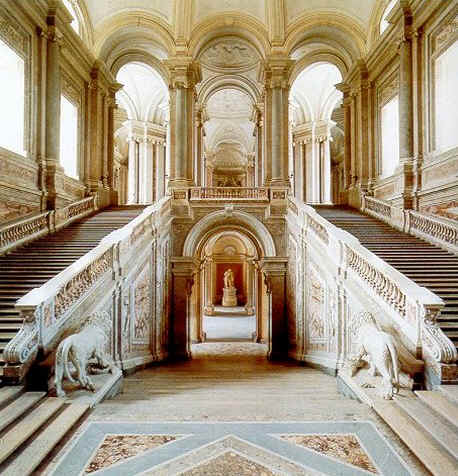
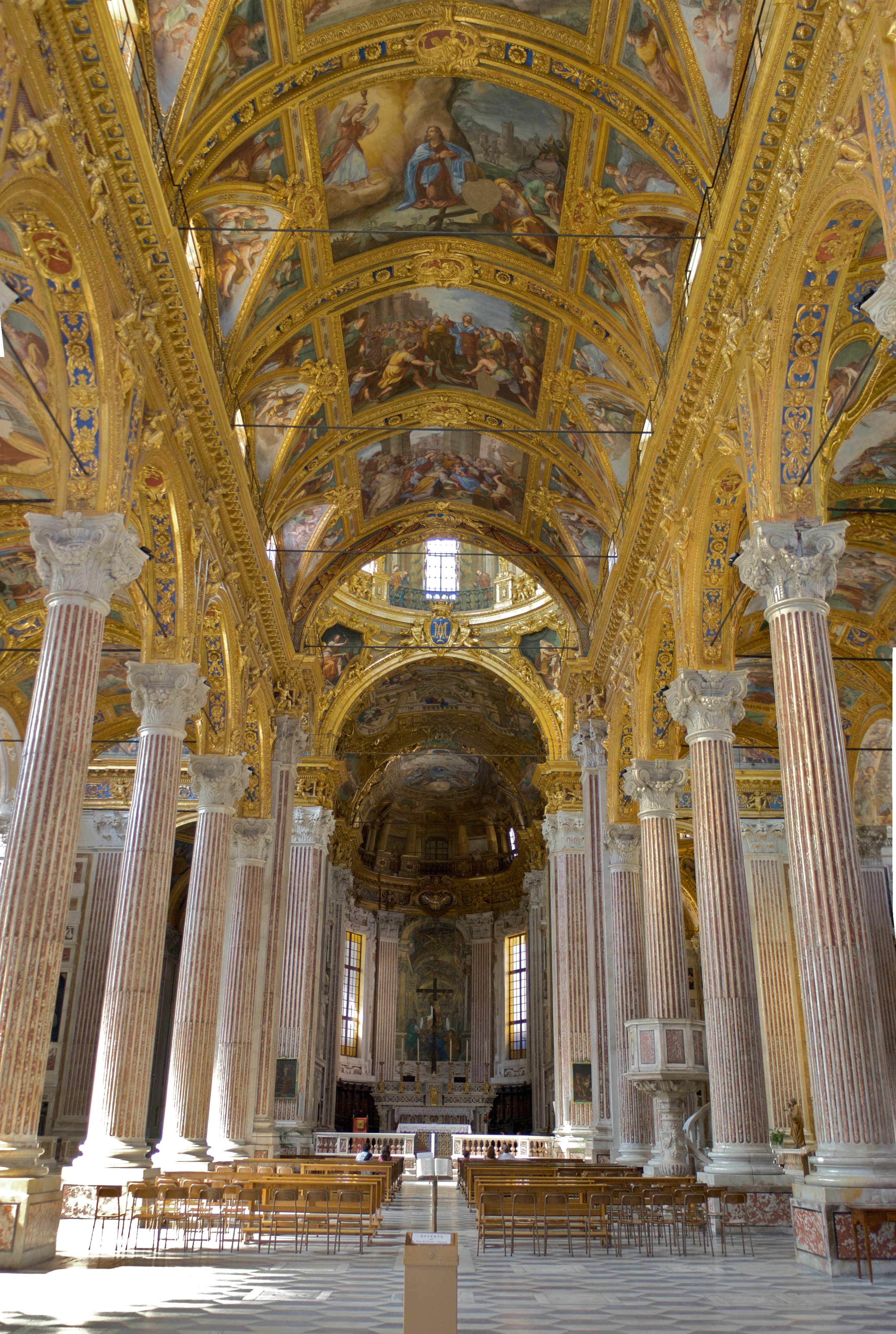
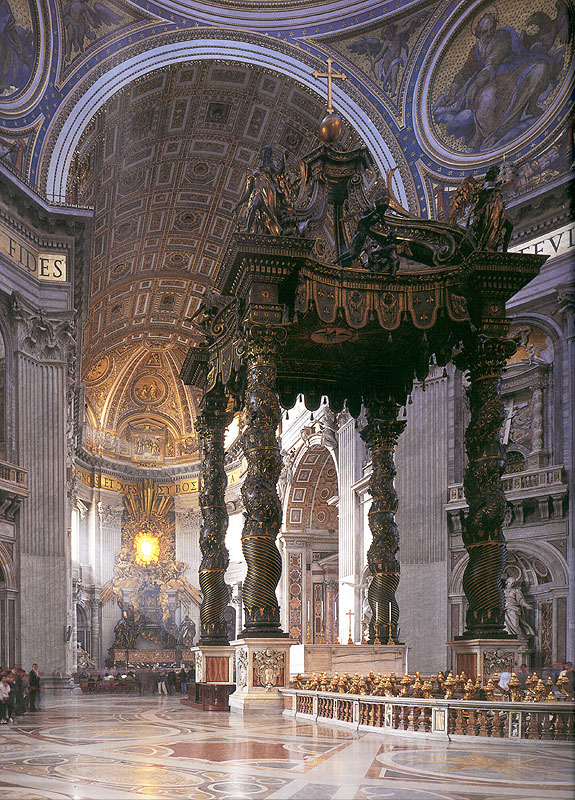
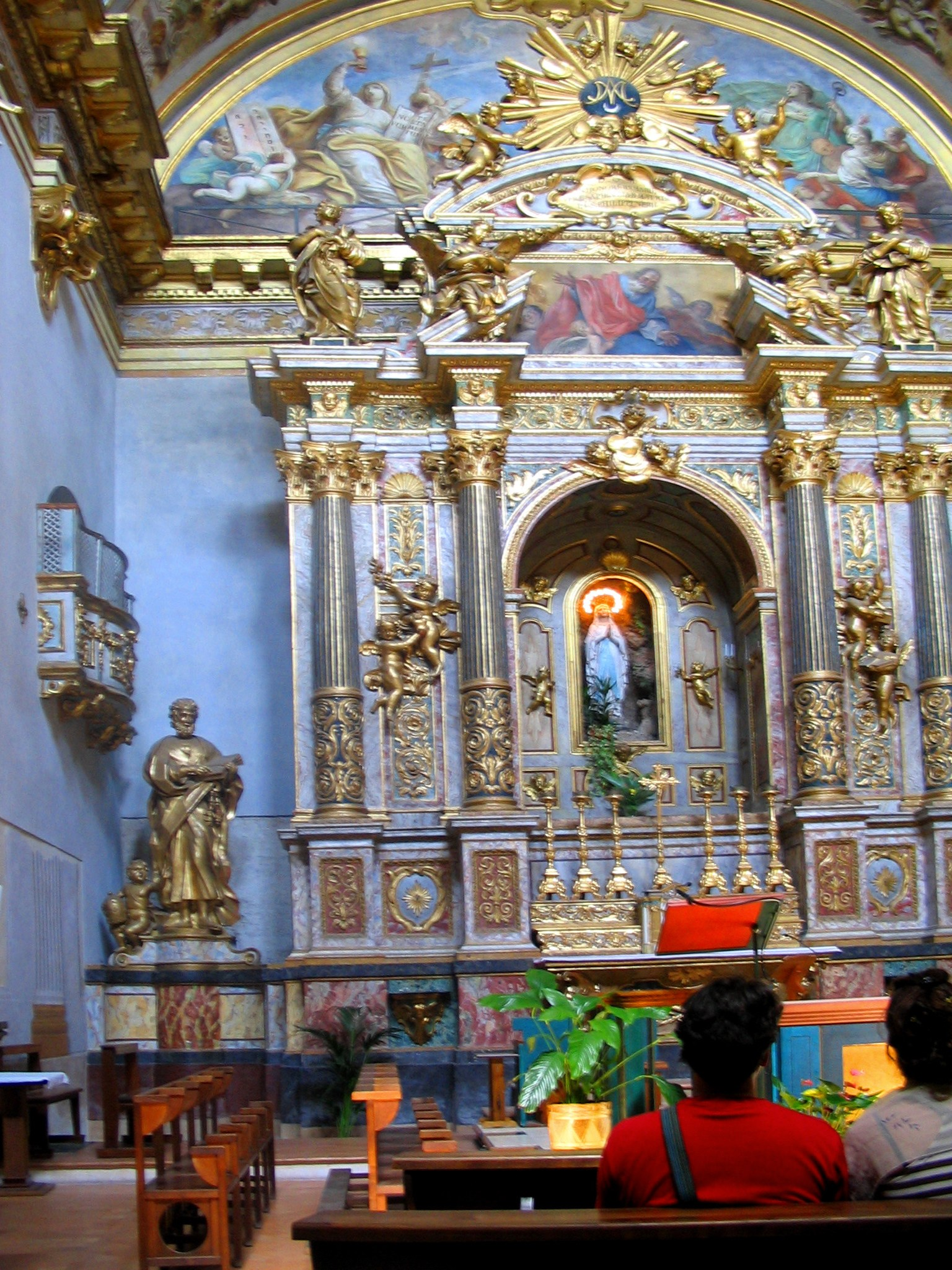
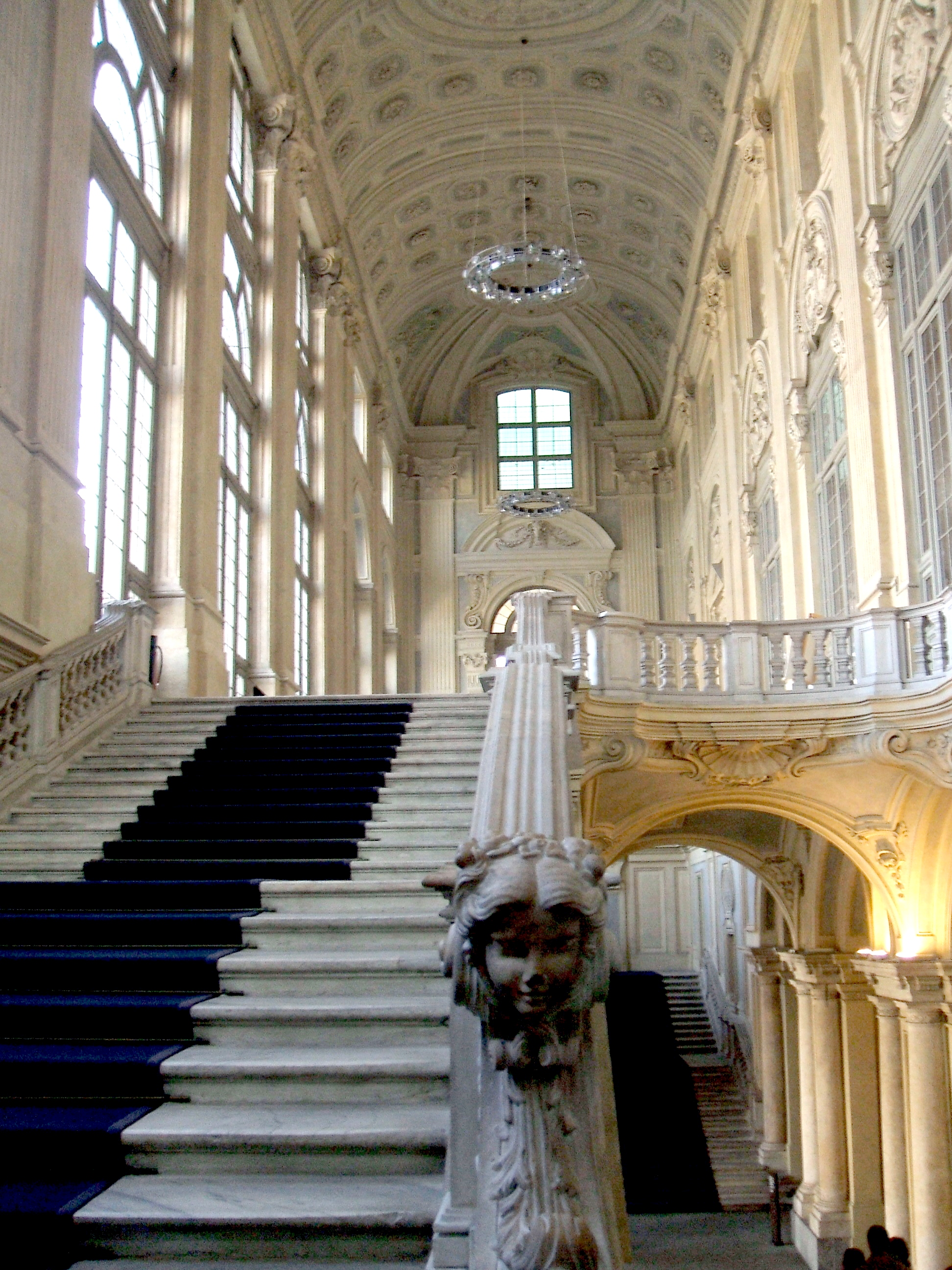
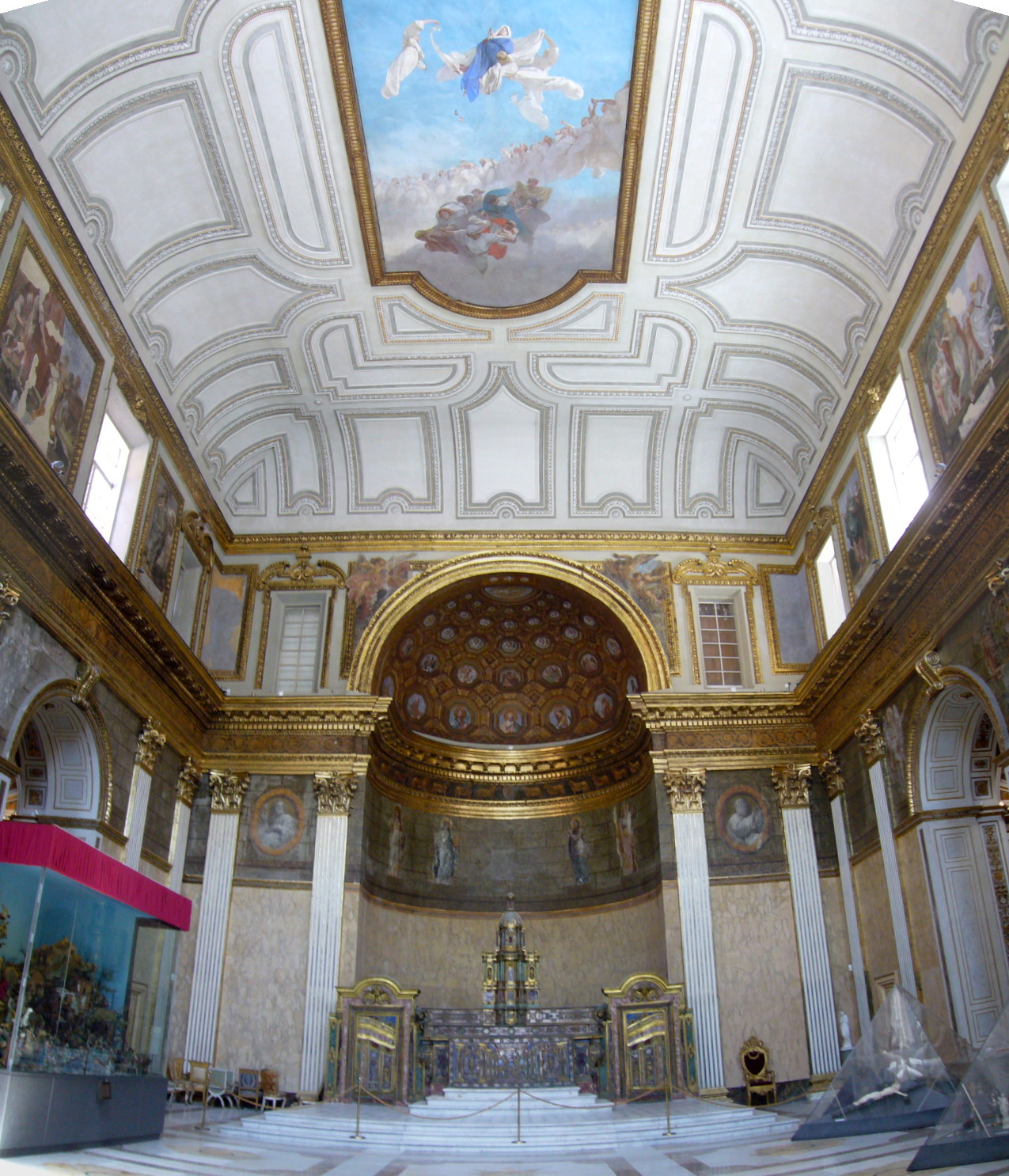